# Jacek Będzikowski
Jacek Będzikowski (ur. 22 października 1972 w Legnicy) – polski piłkarz ręczny, występujący na pozycji lewego lub środowego rozgrywającego, w latach 1993–2005 reprezentant kraju (283 bramki w 104 oficjalnych meczach), po zakończeniu kariery zawodniczej pracuje jako trener. Od 2012 do 2016 asystent selekcjonera seniorskiej kadry Polski – Michaela Bieglera.
Od 1998 do końca kariery zawodniczej występował w klubach niemieckich. Podczas gry w Wilhelmshavener HV poznał Michaela Bieglera, który był wówczas trenerem tej drużyny.
Przed sezonem 2011/2012 został trenerem Zagłębia Lubin, jednak słabe wyniki (5 zwycięstw w 18 ligowych meczach) sprawiły, że nie dotrwał do końca rozgrywek (w końcówce rundy zasadniczej zastąpił go Jerzy Szafraniec). Przed startem sezonu 2012/2013 postanowił wznowić karierę i pomóc Śląskowi Wrocław w awansie do PGNiG Superligi. Barw Śląska Wrocław nie bronił jednak zbyt długo, szybko ponownie zakończył karierę po tym jak otrzymał ofertę bycia asystentem nowego trenera reprezentacji Polski Michaela Bieglera.
Został nim w październiku 2012. Po dymisji Michaela Bieglera przestał pracować z kadrą narodową. Od czerwca 2016 prowadzi beniaminka Superligi Polskiej 2016/2017 – Meble Wójcik Elbląg.
W 2015 został odznaczony przez prezydenta Bronisława Komorowskiego Srebrnym Krzyżem Zasługi

## Sukcesy
- Mistrzostwa świata:
  -  2015 (jako trener)
- Mistrzostwa Polski:
  -  1996
  -  1997